# Рокафиорита
Рокафиорѝта (на италиански: Roccafiorita; на сицилиански: Roccaciurita, Рокачурита) е село и община в Южна Италия, провинция Месина, автономен регион и остров Сицилия. Разположено е на 723 m надморска височина. Населението на общината е 226 души (към 2012 г.).

## Побратимени градове
- Антоново, България